# Commissione stragi
La Commissione parlamentare d'inchiesta sul terrorismo in Italia e sulle cause della mancata individuazione dei responsabili delle stragi (nota comunemente come Commissione stragi) è una commissione parlamentare d'inchiesta costituita per la prima volta nel 1988, durante la X legislatura della Repubblica Italiana.
Istituita anche nelle successive tre legislature della Repubblica Italiana, fino al termine della XIII nel 2001. Ha indagato su alcuni dei casi giudiziari più famosi della storia d'Italia, come la vicenda dell'organizzazione Gladio, il piano Solo, il Golpe Borghese, il caso Moro e la strage di Ustica.

## Storia
Dopo un antefatto monocamerale nella IX legislatura alla Camera dei deputati, la bicamerale venne istituita dalla legge 17 maggio 1988, n. 172, venendo prorogata con vari interventi legislativi rimanendo attiva per 13 anni fino al 2001, poiché la durata iniziale era prevista in 18 mesi, ma presto la mole e la qualità dei compiti resero evidente che tale termine era inadeguato, fu di conseguenza prorogato.
La sua costituzione fu ritenuta necessaria per dare allo Stato un organo pubblico di grande autorevolezza che potesse indagare a fondo sui molti misteri che caratterizzavano la storia italiana del dopoguerra. Inoltre rappresentò lo sviluppo delle indagini condotte dalla Commissione d'inchiesta sulla strage di via Fani, sul sequestro ed assassinio di Aldo Moro e sul terrorismo in Italia (Commissione Moro) che aveva svolto le sue attività durante l'VIII legislatura della Repubblica Italiana.

## Composizione
Era composta da 20 deputati e 20 senatori, oltre al presidente, scelto di comune accordo tra il presidente della Camera e il presidente del Senato, tra i membri del Parlamento, al di fuori dei componenti predetti.
La Commissione fu interessata dalle seguenti leggi:
- Legge 17 maggio 1988, n. 172 (legge istitutiva). La durata dei lavori era fissata in 18 mesi.
- Legge 31 gennaio 1990, n. 12 (proroga)
- Legge 28 giugno 1991, n. 215 (ulteriore proroga)
- Legge 13 dicembre 1991, n. 327 (ulteriore proroga)
- Legge 23 dicembre 1992, n. 499 (ricostituzione)
- Legge 19 dicembre 1995, n. 538 (ulteriore proroga)
- Legge 20 dicembre 1996, n. 646 (ulteriore proroga al 31 ottobre 1997)
- Legge 25 luglio 1997, n. 243 (ulteriore proroga al termine della XIII legislatura)

Presidenti:
- Libero Gualtieri
- Giovanni Pellegrino

## Attività
La commissione, utilizzando i poteri assegnatile dal Parlamento, svolse un efficace e sostanzioso lavoro di indagine raccogliendo in un insieme organico molti elementi in precedenza trattati singolarmente da varie Autorità dello Stato. Senza sostituirsi ad altri organi dello Stato, preposti a compiti specifici, svolse un ruolo prevalente di visione generale complessiva del fenomeno del terrorismo in Italia e delle stragi.

### X legislatura
Nella decima legislatura con la presidenza del senatore Libero Gualtieri, la Commissione produsse tredici relazioni al parlamento che sono reperibili in formato PDF nel sito del Senato della Repubblica andando alla X Legislatura.

### XI legislatura
Nella undicesima Legislatura, con la presidenza del senatore Libero Gualtieri, la Commissione produsse una relazione al Parlamento reperibile nel sito del Senato della Repubblica alla XI Legislatura in formato PDF.

### XII legislatura
Nella XII Legislatura, con la Presidenza del senatore Giovanni Pellegrino, la Commissione produsse tre relazioni al Parlamento, reperibili nel sito del Senato in formato PDF.

### XIII legislatura
Nella XIII Legislatura la Commissione, sotto la Presidenza del senatore Giovanni Pellegrino ha prodotto otto relazioni al Parlamento. Nella seduta del 22 marzo 2001 è stata adottata la decisione di pubblicare gli atti e i documenti prodotti e acquisiti.
- Elenco delle audizioni della XIII legislatura, su parlamento.it.

## Inchieste
- Apparato paramilitare del PCI
- Caso Moro
- Golpe Borghese
- Organizzazione Gladio
- P2
- Strage di Ustica
- Strategia della tensione in Italia
- Terrorismo in Alto Adige
- Falange Armata

## Risultati delle indagini
La Commissione utilizzando il suo potere di coordinamento e collegamento generale poté entrare in possesso di una mole assai notevole di informazioni e di dati, in precedenza poco conosciuti o scollegati o sparpagliati in una serie di indagini frammentarie o specifiche.
Essa convocò e interrogò una lunga serie di persone che erano state a contatto con problemi scottanti della nostra democrazia.
Inoltre acquisì da altri organi dello Stato elementi da essi raccolti per motivi istituzionali.
La verbalizzazione delle audizioni e degli interrogatori formali svolti dalla Commissione è a disposizione del pubblico, salvo piccole parti coperte dal segreto, evidenziate nei resoconti stenografici pubblicati.
I dati raccolti - per la loro quantità e qualità - costituiscono una grande fonte di informazioni sugli anni del terrorismo.
Essa però, a differenza della Commissione Mitrochin, non produsse alcun documento conclusivo.

## Cronologia degli interrogatori della Commissione
- Elenco delle audizioni ordine alfabetico, su parlamento.it.
- 73ª seduta della Commissione, mercoledì 5 luglio 2000, presidenza del presidente Pellegrino, audizione di Antonino Allegra, su parlamento.it.

## Organi simili nel mondo
L'Italia non è l'unica nazione al mondo ad avere avuto una commissione stragi del parlamento che non ha prodotto una relazione conclusiva. In Slovenia la Commissione di inchiesta sui massacri del dopoguerra, i processi legalmente discutibili e altre irregolarità (Preiskovalna komisija o raziskovanju povojnih množičnih pobojev, pravno dvomljivih procesov in drugih tovrstnih nepravilnosti), la Commissione Pučnik, ha lavorato negli anni 1993-1996 producendo due relazioni incompatibili.